# Haitianisch-kuwaitische Beziehungen
Die haitianisch-kuwaitischen Beziehungen beschreiben das bilaterale Verhältnis zwischen der Republik Haiti einerseits und dem Staat Kuwait andererseits.
Die im Jahr 1804 von Frankreich unabhängig gewordene Republik Haiti und der im Jahr 1961 vom Vereinigten Königreich in die Unabhängigkeit entlassene Staat Kuwait unterhalten seit 2012 diplomatische Beziehungen.
Die diesbezügliche  gemeinsame Erklärung wurde von den Ständigen Vertretern beider Staaten bei den Vereinten Nationen in New York unterzeichnet.
Es wurden keine diplomatischen oder konsularischen Vertretungen in dem jeweils anderen Land eingerichtet.
Kuwait unterstützte nach dem Erdbeben in Haiti 2010 die Hilfsmaßnahmen der Vereinten Nationen mit einem Betrag von 1 Mio. US-Dollar.
Im April 2012 unterzeichnete der haitianische Außenminister Laurent Lamothe mit dem Lateinamerikadirektor des kuwaitischen Entwicklungsfonds in Port-au-Prince ein Abkommen über die Intensivierung der Zusammenarbeit beider Länder. In diesem Rahmen stellte Kuwait der haitianischen Regierung einen Betrag von 9 Mio. US-Dollar für Projekte zur Verbesserung der Infrastruktur des Landes zur Verfügung.
Seit der Formalisierung der Beziehungen im September 2012 war weder im politischen noch im wirtschaftlichen oder kulturellen Bereich eine Vertiefung der Zusammenarbeit zu beobachten.